# Manuel M. Baizer
Manuel Mannheim Baizer (* 20. Mai 1914 in Philadelphia; † 9. Juli 1988) war ein US-amerikanischer Chemiker, der auf dem Gebiet der organischen Elektrochemie arbeitete.

## Leben
Baizer studierte Chemie an der University of Pennsylvania und erwarb dort den Bachelor- und Master-Grad und wurde 1940 promoviert (Ph.D.). Von 1942 bis 1944 war er wissenschaftlicher Mitarbeiter an der University of Pennsylvania und anschließend von 1944 bis 1946 Projektleiter bei der General Chemical Company in New York. Von 1946 bis 1948 lehrte er am Brooklyn College. Ab 1947 bis 1958 arbeitete er in der Forschungsabteilung des Unternehmens New York Quinine and Chemical Works. 1958 wechselte er zu Monsanto in St. Louis, wo er zuletzt die Position eines Distinguished Science Fellow hatte. 1979 ging er in den Ruhestand und wurde Adjunct Professor an der University of California, Los Angeles (UCLA)  sowie 1980 an der University of California, Santa Barbara (UCSB).
Baizer war eine international anerkannte Autorität auf dem Gebiet der organischen Elektrosynthese. Er publizierte mehr als 100 wissenschaftliche Arbeiten auf diesem Gebiet (darunter einige vielzitierte, z. B.) und war Inhaber zahlreicher Patente.
1976 wurde er von der American Chemical Society mit dem ACS Award for Creative Invention ausgezeichnet. 
Seit 1992 wird von der Electrochemical Society (Organic and Biological Electrochemistry Division) der Manuel M. Baizer Award vergeben. Zu den Preisträgern gehört unter anderen Hans J. Schäfer (1998).

## Schriften
- Henning Lund, Manuel M. Baizer (Hrsg.): Organic Electrochemistry: An Introduction and a Guide. 3. Auflage. M. Dekker, 1991, ISBN 978-0-8247-8154-5, S. 1550.